# Mary Blair
Mary Blair (sinh ngày 21 tháng 10 năm 1911 – mất ngày 26 tháng 7 năm 1978), tên khai sinh là Mary Robinson, là một họa sĩ người Mỹ được ghi nhớ nhất cho đến ngày nay từng làm việc cho công ty Walt Disney. Mary Blair được biết đến qua loạt phim hoạt hình do bà vẽ như Alice ở xứ sở thần tiên, Peter Pan, bài ca miền Nam và Cô bé lọ lem.... Phong cách của bà được thể hiện qua những nhân vật mà bà tạo ra cho sự thu hút của Disney như Thế giới tí hon, cảnh ngày hội ở El Tiempo del Rio qua các gian hàng Mexico trong Epcot's World Showcase, cũng như một bức tranh khổng lồ bên trong Disney's Contemporary Resort. Một số minh họa của mình cuốn sách của trẻ em từ những năm 1950 chưa bao giờ được in như "tôi có thể bay" của Ruth Krauss. Blair được vinh danh là một huyền thoại của Disney vào năm 1991.

## Tiểu sử
Sinh ngày 21 tháng 10 năm 1911 ở trong McAlester, Oklahoma, Mary Browne Robinson chuyển tới Texas khi còn nhỏ, và sau đó đến California lúc lên khoảng bảy tuổi. Sau khi tốt nghiệp từ San Jose State College, Mary đã giành được học bổng của trường nổi tiếng Chouinard Art Institute ở Los Angeles, nơi các nghệ sĩ như Pruett Carter, Morgan Russell và Lawrence Murphy là các giáo viên. Năm 1934, cô kết hôn với một nghệ sĩ, Lee Everett Blair (01 Tháng 10 1911 - 19 tháng 4 năm 1993). Cô là em dâu của họa sĩ phim hoạt hình Preston Blair (1918-1994)...

## Nghề nghiệp
Mary và Lee Blair sớm bắt đầu làm việc trong ngành công nghiệp phim hoạt hình, tham gia các phòng thu Ub Iwerks. Lee đã làm việc tại các hãng Harman-Ising, trước khi cuối cùng gia nhập Walt Disney studio, nơi ông tham gia của vợ ông vào năm 1940. Mary Blair đã làm việc một thời gian ngắn về nghệ thuật cho Dumbo, phiên bản đầu tiên của Đức Mẹ và Tramp, và một phiên bản thứ hai của Fantasia không được phát hành cho đến cuối những năm 1990.